# Fimbria (bivalve)
Pour les articles homonymes, voir Fimbria.
Genre
Synonymes
- Corbis Cuvier, 1816
- Gafrarium (Corbis) Cuvier, 1816
- Idothea Schumacher, 1817

Fimbria est un genre de mollusques bivalves marins de la famille des Lucinidae et de la sous-famille des Fimbriinae. Le genre ne contient que deux espèces actuelles (F. fimbriata et F. soverbii) et de nombreuses espèces fossiles.

## Historique
Le genre Fimbria est décrit en 1811 par le zoologiste autrichien Johann Carl Megerle von Mühlfeld (1765-1842),.

## Synonymes
- Corbis Cuvier, 1816
- Gafrarium (Corbis) Cuvier, 1816
- Idothea Schumacher, 1817

## Espèces
Selon WoRMS :
- Fimbria aequalis (Meneghini, 1880) †
- Fimbria alphagina (Catullo, 1827) †
- Fimbria alveolus (Dubar, 1948) †
- Fimbria buvignieri (Deshayes, 1850) †
- Fimbria capduri (Cossmann, 1907) †
- Fimbria chateleti (Cossmann, 1916) †
- Fimbria claibornensis (Dall, 1903) †
- Fimbria cochlearis (Dubar, 1948) †
- Fimbria damesi (Boehm, 1883) †
- Fimbria davidsoni (Deshayes, 1860) †
- Fimbria decussata (Buvignier, 1852) †
- Fimbria dyonisea (Buvignier, 1852) †
- Fimbria elliptica (Hislop, 1860) †
- Fimbria fimbriata (Linnaeus, 1758)
- Fimbria gigantea (Buvignier, 1852) †
- Fimbria guirandi (de Loriol, 1888) †
- Fimbria lajoyei (d'Archiac, 1843) †
- Fimbria lamellosa (Lamarck, 1806) †
- Fimbria lorioli (Cossmann, 1924) †
- Fimbria major (Bayan, 1873) †
- Fimbria maraschinii Bayan, 1870 †
- Fimbria mirabilis (Buvignier, 1852) †
- Fimbria montensis (Cossmann, 1908) †
- Fimbria multilamellosa (d'Orbigny, 1850) †
- Fimbria oblonga (Stoliczka, 1871) †
- Fimbria pacifica Squires, 1990 †
- Fimbria pectunculus (Lamarck, 1818) †
- Fimbria sacrificata (Boehm, 1883) †
- Fimbria scobinella (Buvignier, 1852) †
- Fimbria soverbii (Reeve, 1842)
- Fimbria strambergensis (Boehm, 1883) †
- Fimbria sublamellosa (d'Orbigny, 1850) †
- Fimbria subpectunculus (d'Orbigny, 1850) †
- Fimbria susanensis Squires, 1990 †
- Fimbria transversaria (Cossmann, 1908) †
- Fimbria trulla (Dubar, 1948) †
- Fimbria typica (Stoliczka, 1871) †
- Fimbria ursannensis (de Loriol, 1895) †
- Fimbria valfinensis (de Loriol, 1888) †